# Triterpeen

Het triterpeen boswellzuur

Triterpenen vormen een subklasse van de terpenen. Het zijn organische verbindingen die bestaan uit zes isopreeneenheden. Ze hebben de molecuulformule C30H48. Verschillende triterpenen worden aangemaakt door planten en dieren. Sommige triterpenen hebben medicinale eigenschappen. Terpenoïde-afleidingen van triterpenen worden triterpenoïden genoemd.

## Voorbeelden van triterpenen
- Ambreïne
- Boswellzuur
- Ganoderisch zuur
- Squaleen